# Teresén
Teresén es un poblado venezolano del municipio Caripe, en el estado Monagas, localizándose al norte de dicho estado.

## Cultura

### Baile
El baile representativo de la localidad es la Danza de Irite.

### Gastronomía
Como en muchos pueblos del oriente de Venezuela, la arepa de maíz pilado es lo más típico de la localidad.

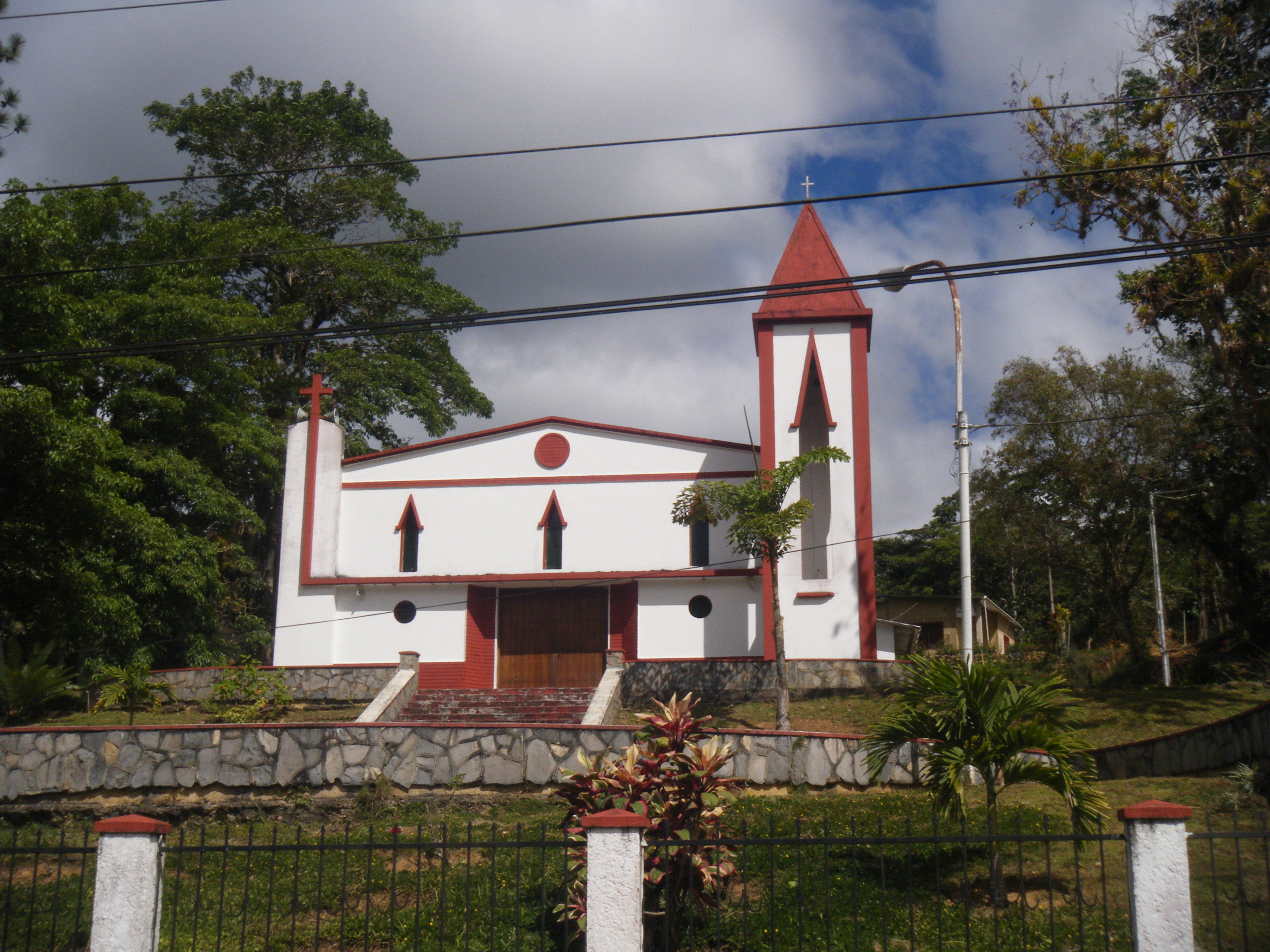
Capilla de San José de Teresen,

## Infraestructura
- Iglesia Anglicana de San Pablo.
- Casa de la Cultura Simón Bolívar.
- Iglesia o Capilla San José de Teresén.
- Ambulatorio rural de Teresén.